# Músim

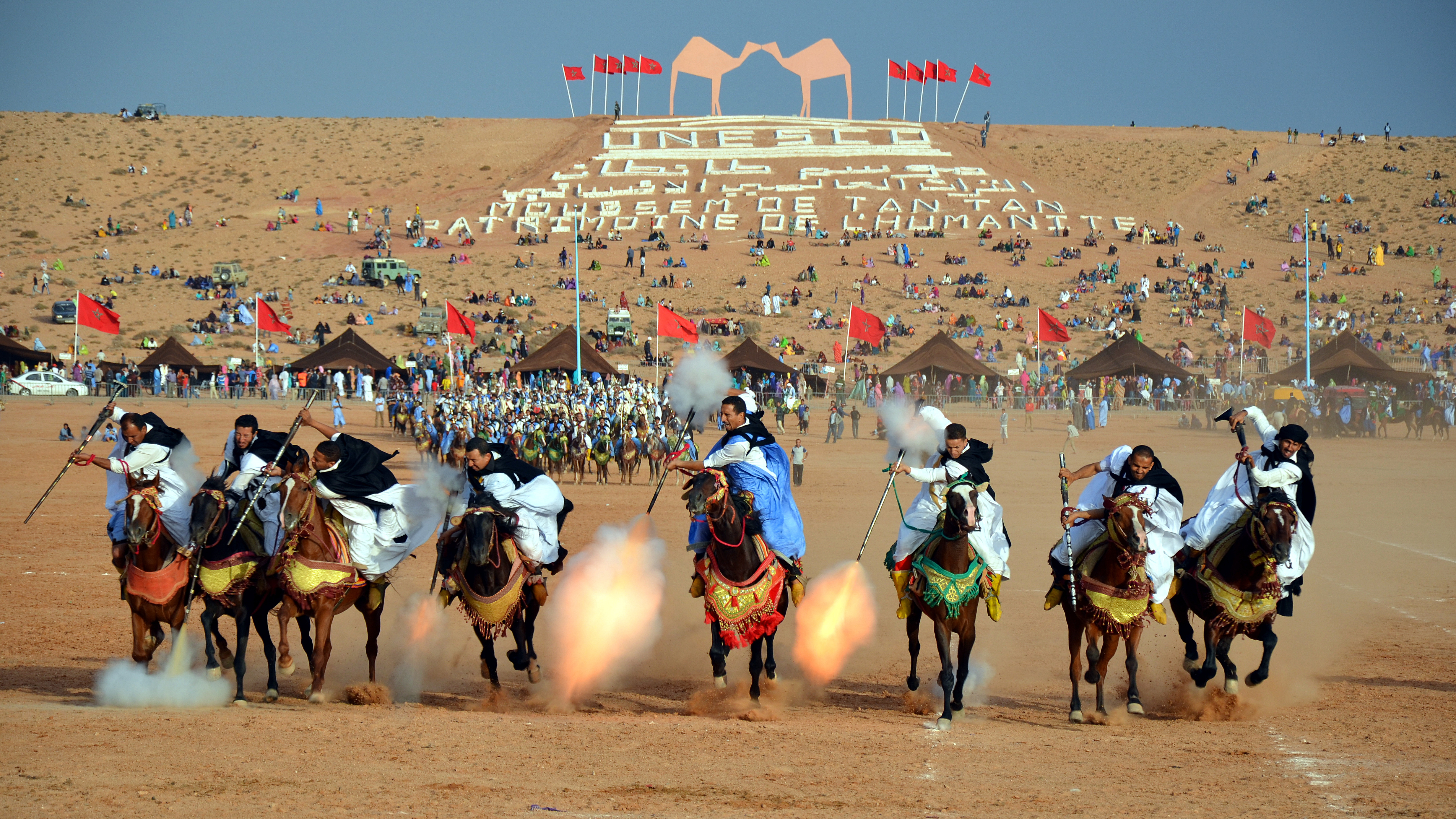
Muestra ecuestre en el Músim de Tan-Tan

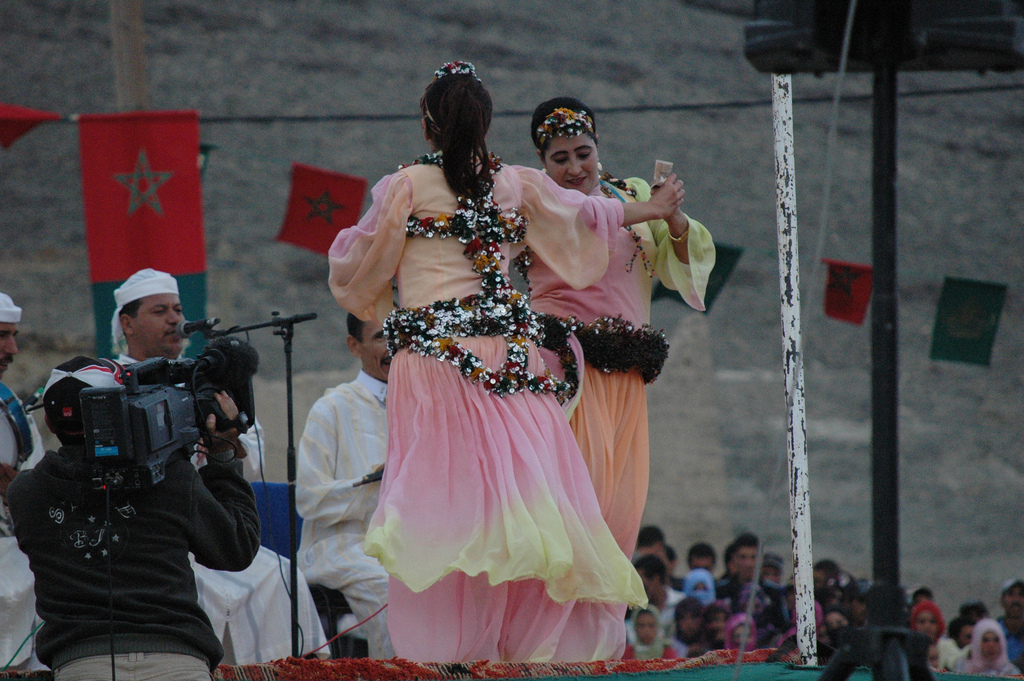
Bailes tradicionales en el Músim de Imilshil

En el Magreb, un músim (en árabe, موسم mawsim [muː.sim]; en francés, moussem) es un tipo de festival regional anual, a veces asociado a una celebración habitual que puede ser religiosa (por ejemplo, para honrar a un santo o morabito), o bien a actividades festivas y comerciales. Dos de los más conocidos son el músim de Tan-Tan y el músim de las cerezas de Sefrú, ambos protegidos por la UNESCO.
Al-músim (en árabe dáriya) o al-mausim (en árabe estándar) en origen significa 'la cosecha' o 'la temporada', y ha derivado en el significado de 'la feria' o 'el festival'. También es conocido como waada en ciertas regiones de Argelia, agdud (pl. igudad) en amazig estándar o muggar en amazig del suroeste de Marruecos (tashelhit).

## Músims en Marruecos
- Músim Mulay Idris. En Fez, el mes de septiembre, en homenaje al fundador de la ciudad y de la dinastía de los Idrisíes.
- Músim Mulay Idriss Zarhoun. En Meknes.
- Músim Mulay Abdellah Amghar. En El Jadida, el mes de agosto.
- Músim de los compromisos: Las parejas de la comarca de Imilchil, en el Alto Atlas se casan durante estas fiestas, el mes de septiembre, en conmemoración de un noviazgo legendario entre Issli y Tisslit, que dieron nombre a sendos lagos en la región.
- Músim de Tan-Tan. Entre mayo y junio, declarado patrimonio cultural inmaterial de la humanidad
- Músim de las rosas, a mediados de mayo en Kelaa des M'Gouna.
- Músim de las cerezas, en junio en Sefrou.
- Músim de los dátiles, en Erfoud, a comienzos de octubre.
- Músim de los almendros, en Tafraout, el mes de febrero.
- Músim de Sidi Magdoul, en Essaouira, el mes de junio. Kelaat M'Gouna - moussem des roses (mai)
- Músim de Sidi Ahmed Belahcen, en Mediouna, en julio.
- Músim de la miel, en Imouzzer des Ida-Outanane el mes de agosto.